# 龙胆状车前
龙胆状车前（学名：Plantago gentianoides）为车前科车前属下的一个种。

## 扩展阅读
- 維基物種上的相關：龙胆状车前